# Довмонт (князь псковский)
Довмо́нт, или До́мант (ум. 20 мая 1299), в крещении Тимофе́й — псковский князь, происходивший из князей Великого княжества Литовского, правивший в Пскове с 1266 по 1299 год. Довмонт вошёл в историю как талантливый полководец. Неоднократно разбивал литовцев и немцев, в том числе в Раковорской битве. В исторических хрониках и художественной литературе отмечается как «муж доблести и чести безупречной, на немец лютый до смерти». При Довмонте Псковская земля фактически перестала зависеть от Новгородской республики. Довмонт причислен Русской православной церковью к лику святых.

## Биография

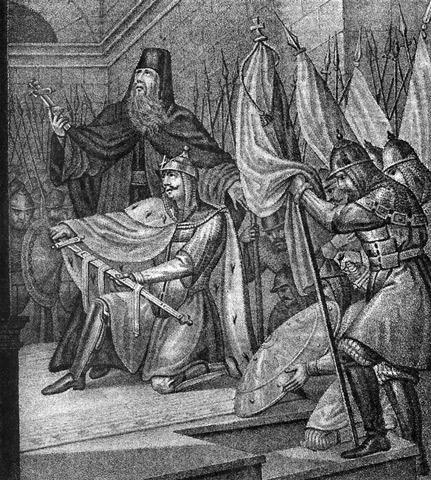
Борис Чориков. Князь Довмонт присягает Пскову

Довмонт происходил из литовских князей. Согласно некоторым источникам, был сыном Миндовга, братом Войшелка, по другим источникам, был старшим братом Тройдена, и владел в Литве Нальшанским уделом (Селия). Он был женат, по одной версии, на сестре жены Миндовга, по версии Хроники Быховца, на сестре жены Наримонта, отнятой впоследствии у него последним, однако в Хронике Быховца эта история представлена в другом свете. В убийстве Миндовга, произошедшем осенью 1263 года, принимал непосредственное участие. Позднее подвергся преследованию со стороны сына Миндовга Войшелка, который в 1264 году был самым могущественным князем в Великом княжестве Литовском.
По мнению некоторых авторов и по древним документальным свидетельствам был сыном Сколоменда и, предположительно, предком великого князя литовского Гедимина, известный по словам Андрея Ольгердовича, приводимым в
«Задонщине»:
Молвяше Андреи Олгордович своему брату: «Брате Дмитреи, сами есмя собе два браты, с(ы)н(о)ве Олгордовы, а внуки мы Доментовы, а правнуки есми Сколомендовы…
В Кирилло-Белозерском списке:
Молвяше Андреи к своему брату Дмитрею: «Сама есмя два брата, дети Вольярдовы, внучата Едиментовы, правнучата Сколдимеровы…

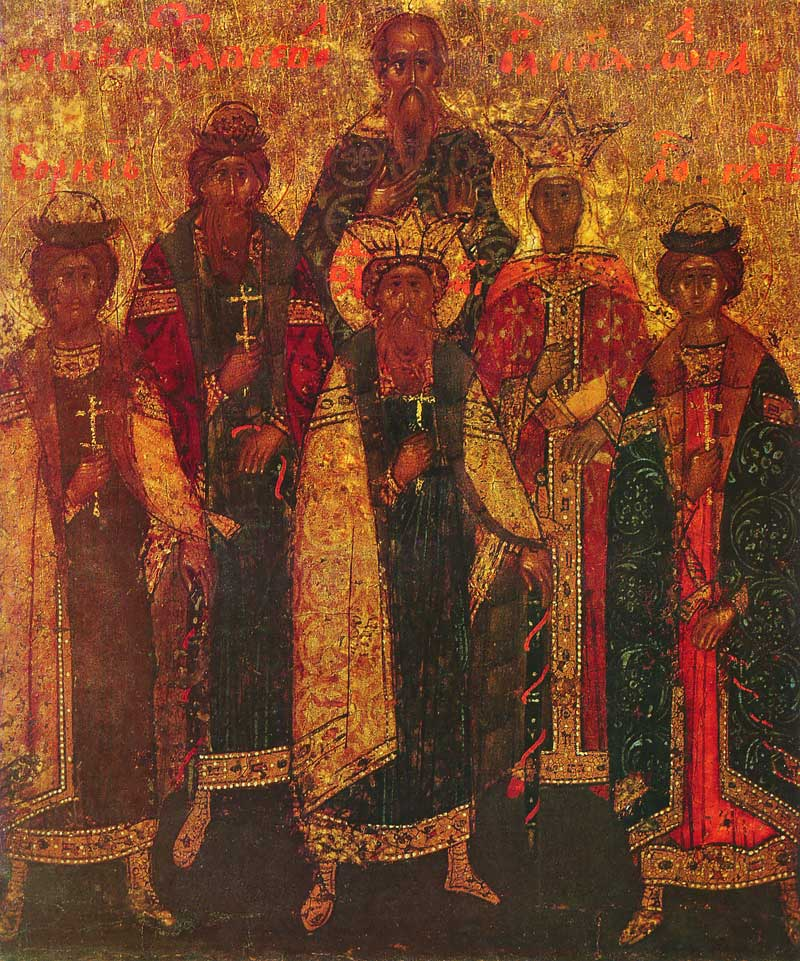
Святые князья: по бокам святые Борис и Глеб, в центра Владимир I Креститель, слева и справа Всеволод Псковский и Ольга, в центре наверху Довмонт, кон. XVI в.

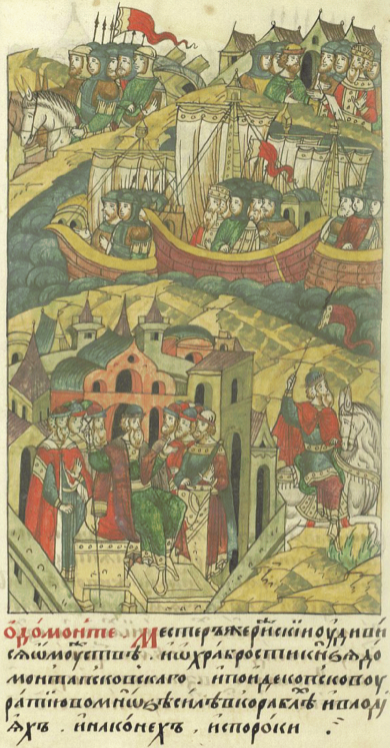
Довмонт узнаёт о нападении рижской эскадры во главе с магистром

После завоевания князем Войшелком Нальшан в конце 1264 года Довмонт бежал вместе со своим родом во Псков, где обосновался с явным намерением воевать с Войшелком и его вассалами в Полоцке, фактически находившимся в это время в зависимости от Литвы. В Пскове он принял крещение, и вскоре псковичи избрали его своим князем. В том же году Довмонт разбил литовское войско на берегу Двины и опустошил область князя Герденя, забрав в плен его жену и сыновей.
Великий князь Ярослав Ярославич, недовольный избранием Довмонта, готовился изгнать его из Пскова, но вследствие отказа новгородцев помочь ему распустил свои войска. Новгородцы в следующем году даже ходили вместе со псковичами в Литву под предводительством Довмонта, окончившего этот поход победой.
В 1268 году Довмонт был призван новгородцами на помощь против ливонских рыцарей и вместе с князем Димитрием Александровичем и дружинами великого князя Ярослава Ярославича сражался при Раковоре (ныне Раквере, Эстония).
В 1269 году ливонский ландмейстер, набрав значительные силы, осадил Псков, но Довмонту удалось отстоять город — на помощь подоспели новгородцы, и Отто фон Лаутенберг вынужден был заключить мир.
В 1270 году великий князь Ярослав Ярославич посадил на место Довмонта в Пскове некоего Айгуста, но псковичи снова возвели в князья Довмонта.
В 1282 году Довмонт, женившийся между тем на Марии, дочери великого князя Димитрия Александровича, помогал своему тестю, прогнанному с великокняжеского престола младшим братом Андреем. Довмонт вторгся в Ладогу, вывез оттуда казну Димитрия Александровича и вернулся к нему в Копорье, но, осаждённый новгородцами, должен был оставить крепость.
4 марта 1299 году ливонские рыцари неожиданно вторглись в Псковские земли, разорили псковский посад и 5 марта взяли в осаду псковскую крепость, но были разбиты Довмонтом со псковским воеводой Иоанном Дорогомиловичем. Умер князь через два с половиной месяца после битвы на Пскове, 20 мая 1299 года, вероятно, от косившего тогда людей в городе мора, хотя в некоторых средневековых источниках версия смерти Довмонта излагается иначе: якобы он умер от полученных в бою ран.

## Наследие
По преданию, князь Довмонт основал поселок Свирь на месте языческого капища Перуна.

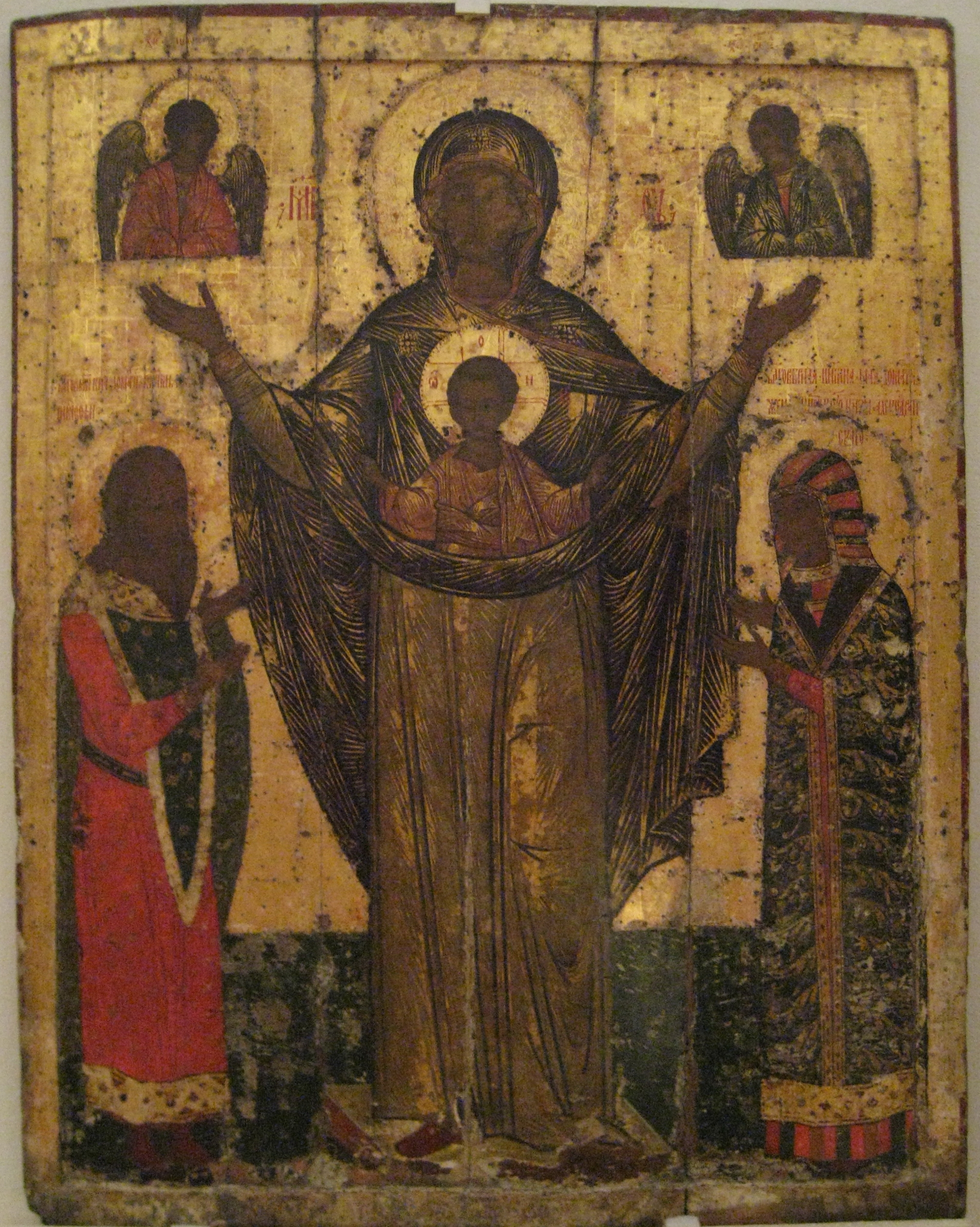
Мирожская Богоматерь с предстоящими святым князем Довмонтом и его супругой Марией Дмитриевной. Древний список в Псковском музее

По мнению некоторых исследователей, Довмонт изображался на псковских монетах и печатях XIV-XV веков: на них встречается т.н. «голова человеча» в короне, из которой отрастают две руки, в правой из них — меч. Впервые «голова человеча»  появляется в 1415 г. на печати, принадлежавшей органу исполнительной власти Пскова. С началом чеканки во Пскове монет в 1424 мотив с головой начинает встречаться и на них. В 1460-х годах на смену «голове человечей» приходит «лютый зверь», послуживший основой барсу, встречающемуся на поздних псковских печатях и современном гербе Пскова. По мнению археолога и сфрагиста Сергея Белецкого «голова человеча» могла служить символом Пскова и Псковской республики, а «лютый зверь»/барс является по отношению к ней вторичным. В псковских монетах конца XV-начала XVI века проявляется биэмблематичность: на ожной стороне изображён Довмонт, а на другой — «лютый зверь»/барс.
Русская православная церковь причислила его к сонму святых в лике благоверного в XVI веке после Макарьевских соборов и осады Пскова армией Речи Посполитой по случаю некоего чудного явления. Местная память Довмонта празднуется 25 мая. Тело его погребено в Троицком соборе в Пскове, в котором ещё в начале XX века хранились его меч и одежда. Для защиты от нападений Довмонт укрепил Псков новой каменной стеной, которая до XVI века называлась Довмонтовой.
В конце XVII века Довмонт был изображён на стенописи церкви Николы Мокрого в Ярославле.
От Довмонта, по традиции, вёл свою родословную дворянский род Домонтовичей. Но эта версия происхождения документально не подтверждена, более того, Домонтовичи не значатся ни в боярских книгах, ни в боярских списках, ни в Бархатной книге. Польский историк Матей Стрыйковский упоминал также, что князья Свирские желали указывать в качестве своего родоначальника князя Довмонта.
Довмонт изображён на памятнике Тысячелетие России.
Вопрос об установке памятника Довмонту в Пскове был поставлен в 2008 году. Инициативу поддержали городские власти и принялись искать место. После обсуждений вопрос решили отложить. 2016 год объявлен годом Довмонта: отмечалось 750 лет с начала его княжения, и снова возникла проблема с памятником. После конкурса, в котором участвовали 15 скульпторов и творческих коллективов, победителем оказался признан проект Салавата Щербакова. Но установка опять не состоялась. Тем не менее, ежегодно проводился исторический праздник «Довмонт Псковский», чтобы как можно больше людей узнало не только о прославленном князе, но и о его семье.
В 2018 году, при разработке флага и герба Псковской области, использовалась фраза «Потягнем за Отечество» из сказания о благоверном князе Довмонте.
28 мая 2019 года, в День пограничника, в Пскове был открыт памятник «Стражам границы», где изображён воин Довмонта.